# Michael Hopkins
Michael John Hopkins (Poole, 7 de mayo de 1935-17 de junio de 2023) fue un arquitecto británico.

## Carrera
Michael Hopkins nació en Poole, Dorset, y estudió en la escuela Sherborne y en la Architectural Association School of Architecture. Trabajó para Frederick Gibberd antes de asociarse con Norman Foster, donde fue el arquitecto del proyecto de la sede de Willis Faber en Ipswich. Con Norman Foster, Richard Rogers, Terry Farrell y Nicholas Grimshaw, Hopkins fue una de las figuras principales en la introducción de arquitectura high-tech en Gran Bretaña.
En 1976 Hopkins formó lo que acabaría siendo Hopkins Architects en sociedad con su mujer, Patricia, que dirigía su propio estudio. Uno de sus primeros edificios fue su propia casa en Hampstead, una ligera estructura de acero con fachadas de vidrio. Los primeros edificios de Hopkins, como la destilería Greene King en Bury St Edmunds y los laboratorios Schlumberger cerca de Cambridge, emplearon nuevos materiales y técnicas de construcción. El estudio desafió el tradicional saber hacer de la arquitectura demostrando que estructuras ligeras de acero y vidrio podían ser eficientes energéticamente y fueron pioneros en Inglaterra en el uso de estructuras permanentes de albañilería ligera, de los que es un ejemplo notable el Mount Stand Lord's Cricket Ground. Desde mediados de la década de 1980 la empresa empezó para explorar lo que Hopkins llamó la "actualización de los materiales tradicionales", añadiendo al potencial expresivo de los oficios tradicionales como la albañilería y carpintería al combinarlos con la ingeniería contemporánea. El estudio pasó a ser reconocido por su combinación de técnicas ultra modernas con arquitectura tradicional, ampliando su paleta de materiales y formas.
Junto con su mujer Patricia, Michael Hopkins recibió la Royal Gold Medal del RIBA en 1994. El premio describe el trabajo de los Hopkins como "no sólo un asunto de explotar la tecnología para construir fantásticamente, ni sencillamente acomodar tareas difíciles y cambiantes de la forma más elegante, sino sobre todo de capturar en piedra y transmitiendo en bronce las mayores aspiraciones de nuestra era", alabando su contribución al debate sobre la "delicada relación entre modernidad y tradición" y añadiendo: "Para los Hopkins, el progreso ya no es una rotura con el pasado sino un acto de continuidad donde hábil e inteligentemente se integran elementos tradicionales como piedra y madera, con tecnología avanzada y ambientalmente responsable."
Michael Hopkins fue elegido miembro de la Royal Academy en 1992 y nombrado CBE y Knight Bachelor para sus servicios a la arquitectura.

## Obras

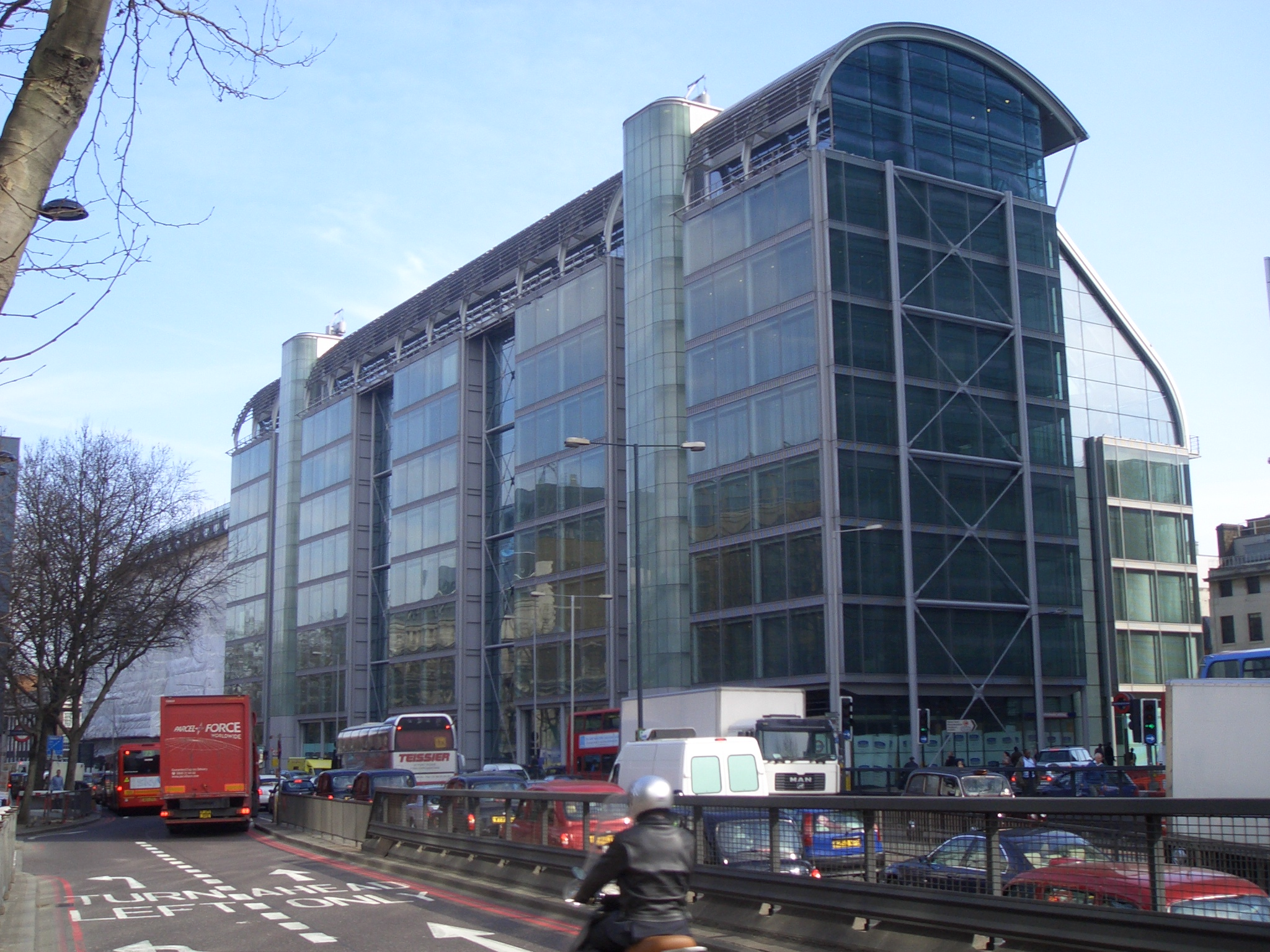
Edificio Wellcome Trust en Euston Road, Londres
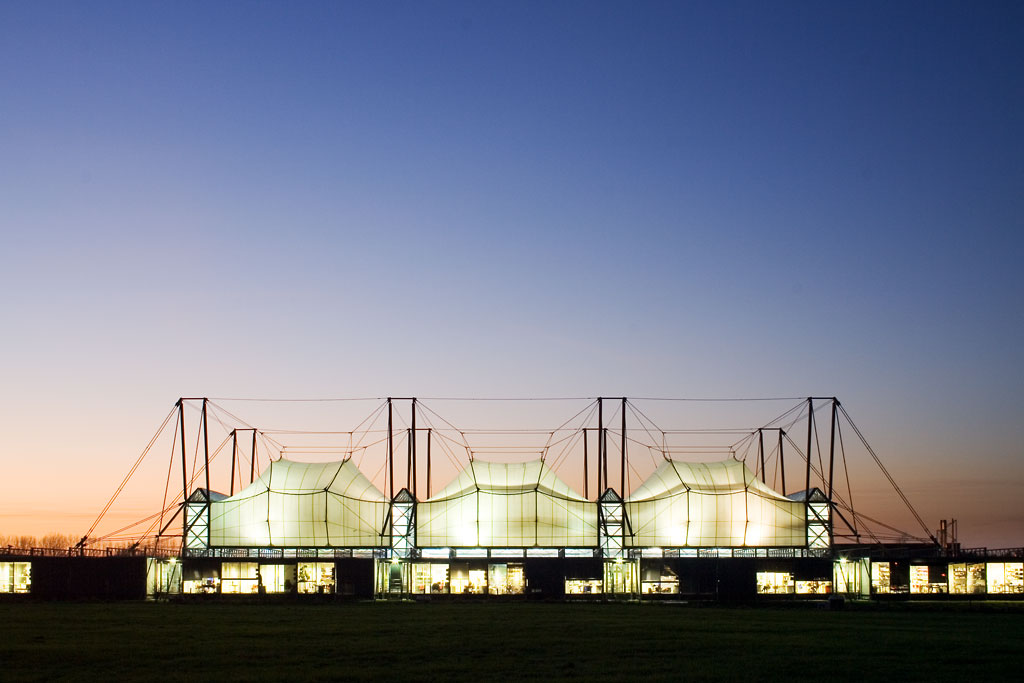
El centro de investigación Schlumberger (Cambridge), abierto en 1985, fue uno de los primeros edificios de Hopkins y muestra su uso distintivo de una cubierta textil suspendido de alta tecnología
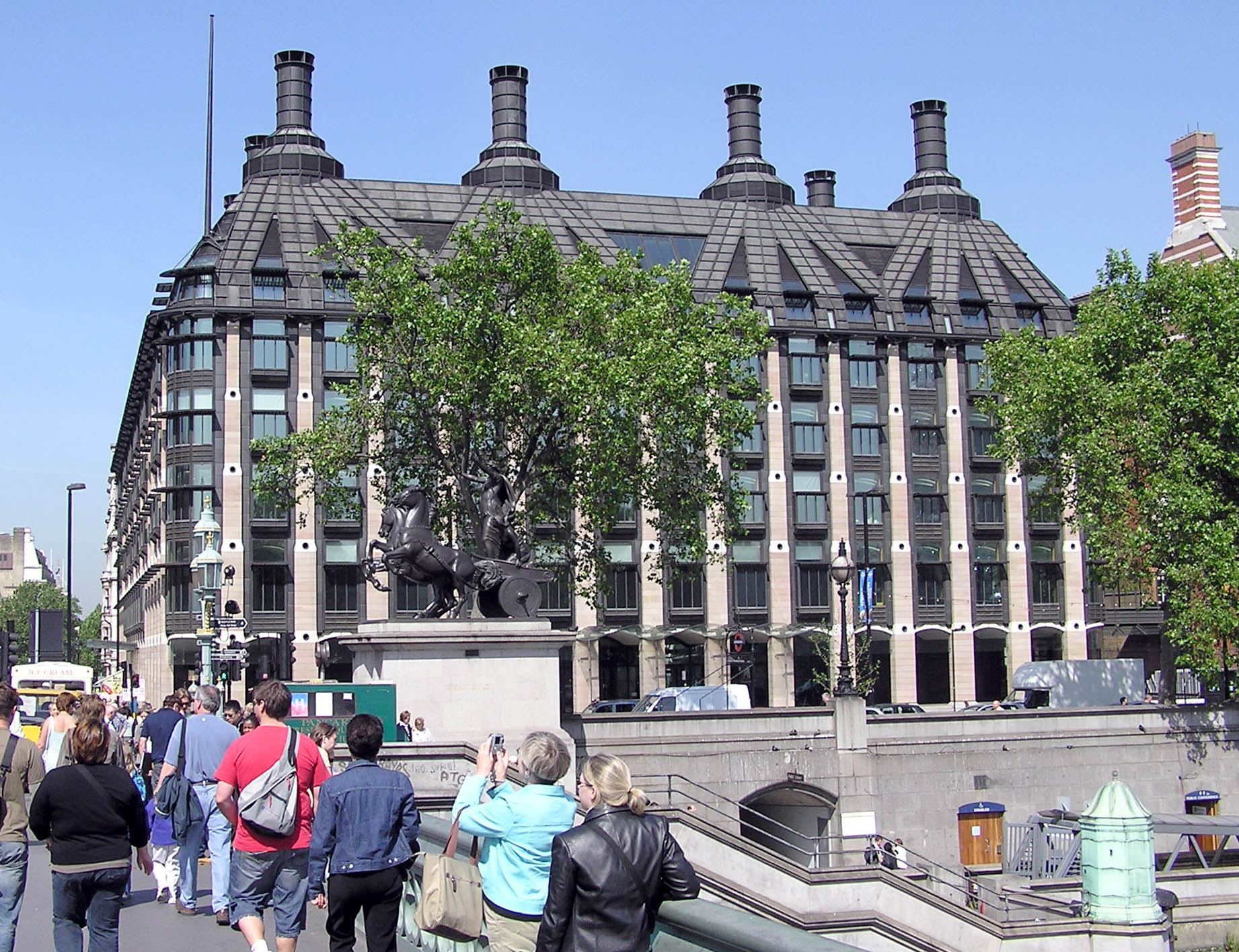
Casa Portcullis, Westminster, Londres
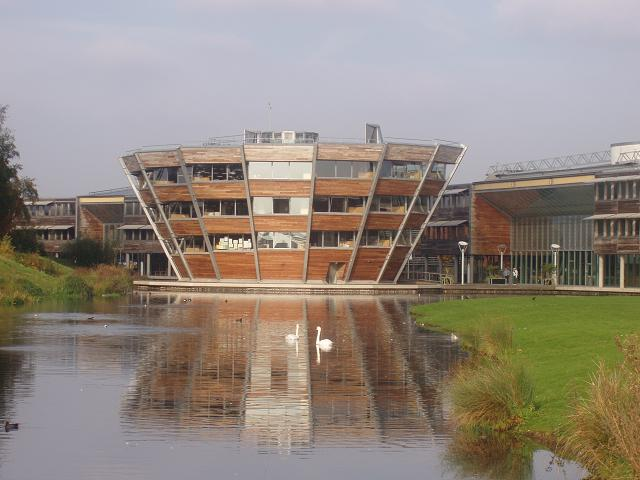
Fase 1 de la construcción del Campus Jubilee de la Universidad de Nottingham
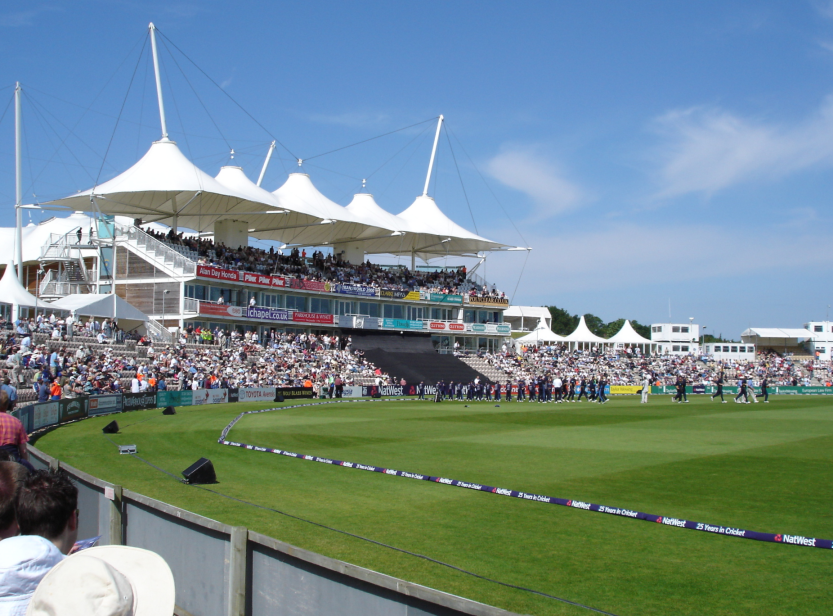
El Rose Bowl (Southampton), mostrando el pabellón de cricket con su distintiva cubierta textil
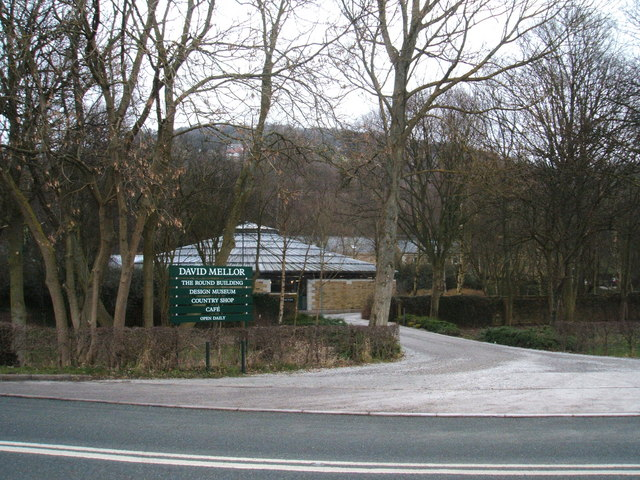
La fábrica de cubiertos David Mellor en Hathersage (1990)